# Логаза
Логаза (возможно, от венг. lóhoz — «для коня») — украинская каша из целых зёрен ячменя без шелухи или из голомши (голозерновой пшеницы). Логазой также называли ячменную крупу.
Логаза — старинное галицкое блюдо, упомянутое в произведениях Ивана Франко. Для того, что снять плёнку, зерно толкли в ступе, просеивали и снова толкли. Чтобы лучше отшелушевалось, увлажняли, и так до тех пор, пока зерно не останется без плёнки. Из таких круп варили кашу с молоком, с солониной, молоком из конопляной семьи. Ели с маслом, маслом, салом, или постную. На Гуцульщине также с медом, сахаром. На Бойковщине логазу варили вместе с фасолью, горохом, бобами.

## Упоминания в литературе
... а когда красная от суматохи Палагна среди курева ознаменовала, наконец, что готовы все двенадцать блюд, он, прежде чем засесть за стол, нёс тайный ужин скоту. Она первой должна была отведать голубцы, сливы, бобы и логазу, которые так старательно готовила для него Палагна.— М. М. Коцюбинский «Тени забытых предков»